# ادوارد ولپرز
ادوارد ولپرز (انگلیسی: Eduard Wolpers; ۲۴ اوت ۱۹۰۰ – ۲۳ نوامبر ۱۹۷۶) بازیکن فوتبال اهل آلمان بود.
از باشگاه‌هایی که در آن بازی کرده‌است می‌توان به باشگاه فوتبال هامبورگ اشاره کرد.
وی همچنین در تیم ملی فوتبال آلمان بازی کرده‌است.